# Music Illustrated
Music Illustrated è l'album di debutto del gruppo jazz finlandese Oddarrang, pubblicato dalla Texicalli Records nel 2006.

## Tracce
Compact disc
1. Still Unsure – 5:45
2. Kumpi & Kampi – 4:22
3. Hetki Vailla Valoa – 7:28
4. Sór – 9:00
5. Kuvastin – 6:40
6. Teema / Sininen Avain – 6:17
7. ...From Aydenia – 5:11
8. No Hay Banda – 8:23

Durata totale: 53:06

## Formazione
- Lasse Lindgren: basso, sintetizzatore
- Lasse Sakara: chitarra
- Osmo Ikonen: violoncello, voce, organo
- Olavi Louhivuori: percussioni
- Ilmari Pohjola: trombone, percussioni, voce